# Рагби 13 репрезентација Вануатуа
Рагби 13 репрезентација Вануатуа је рагби 13 репрезентација, која представља острвску државу Вануату у овом екипном спорту.
Прву званичну утакмицу Вануату је одиграо, против рагби 13 репрезентације Грчке 2012. Резултат је био 14-24 за Грчку. Најубедљивију победу Вануату је остварио, над Соломоновим Острвима, 48-30. Најтежи пораз Вануату је доживео од Филипина, 16-32.
Вануату је тренутно 40. на светској рагби 13 листи. Утакмице као домаћин, рагби 13 репрезентација Вануатуа игра на стадиону "Порт вила мунисипал". Рагби 13 репрезентација Вануатуа није успела до сада, да се квалификује на Светско првенство у рагбију тринаест.

## Историја
Рагби 13 нема дугу историју у држави Вануату. Аустралијанац Дејн Кембел је промовисао рагби лигу, у овој острвској држави 2011.

## Тренутни састав
- Авија Ален
- Амани Арутахики
- Роб Френклин
- Максвеј Гереј Нгатонга
- Бен Хендерсон
- Патрик Џек
- Стенли Џозеф
- Анро Калпукаји
- Денијел Калтапанг
- Ендру Калтонга
- Салитаси Лоло
- Бен Луји
- Денфорд Луји
- Тони Луји
- Алехана Мара
- Аликсон Напакурана
- Потефа Нишина
- Калсаума Оскар
- Алекс Филип
- Доминик Саблан
- Макс Талео
- Стивен Танга
- Денијел Вуд
- Џејмс Вуд

## Резултати
- Вануату  - Грчка  14-24, пријатељска
- Вануату  - Соломонова Острва  48-30, 1 600 гледалаца, пријатељска
- Вануату  - Нијуe  22-20, 3 000 гледалаца, пријатељска
- Вануату  - Филипини 16-32, 2 000 гледалаца, пријатељска
- Вануату  - Соломонова Острва  24-16, 1 000 гледалаца, пријатељска
- Вануату  - Мађарска  13-18, 300 гледалаца, рагби 13 нације у развоју
- Вануату  - Грчка  0-38, 130 гледалаца, рагби 13 нације у развоју
- Вануату  - Пољска  4-44, 170 гледалаца, рагби 13 нације у развоју

## Учинак
| Противник         | Одиграно утакмица | Победа Вануатуа | Нерешено | Пораз Вануатуа |
| ----------------- | ----------------- | --------------- | -------- | -------------- |
| Грчка             | 2                 | 0               | 0        | 2              |
| Мађарска          | 1                 | 0               | 0        | 1              |
| Филипини          | 1                 | 1               | 0        | 0              |
| Пољске            | 1                 | 0               | 0        | 1              |
| Нијуе             | 1                 | 1               | 0        | 0              |
| Соломонова Острва | 3                 | 3               | 0        | 0              |
| Турска            | 1                 | 0               | 0        | 1              |